# Heterolithadia
Heterolithadia is een geslacht van kreeftachtigen uit de klasse van de Malacostraca (hogere kreeftachtigen).

## Soort
- Heterolithadia fallax (Henderson, 1893)